# سیارک ۴۸۷۹۸
سیارک ۴۸۷۹۸ (به انگلیسی: 48798 Penghuanwu، نامگذاری:1997TS18) چهل و هشت هزار و هفتصد و نود و هشتمین سیارک کشف شده‌است که در ۶ اکتبر ۱۹۹۷ کشف شد.